# Більченська сільська рада
Більченська сільська рада — колишній орган місцевого самоврядування у Миколаївському районі Львівської області з центром у с. Більче.

## Загальні відомості
Історична дата утворення: в 1939 році. Водоймища на території, підпорядкованій даній раді: річка Нежухівка.

## Населені пункти
Сільській раді підпорядковані 2 населені пункти.
| № | Назва населеного пункту | Населення | Площа, км² | Густота населення | Дата заснування |
| - | ----------------------- | --------- | ---------- | ----------------- | --------------- |
| 1 | с. Більче               | 1684      | 24,41      | 68,99             | 1466            |
| 2 | с. Болоня               | 343       | 0,97       | 353,61            | 1853            |

## Склад ради
- Сільський голова: Суховерський Степан Васильович
- Секретар сільської ради:
- Загальний склад ради: 16 депутатів

### Керівний склад ради
| ПІБ                            | Основні відомості                                                 | Дата обрання | Дата звільнення |
| ------------------------------ | ----------------------------------------------------------------- | ------------ | --------------- |
| Грушецька Оксана Іванівна      | Сільський голова, 1968 року народження, освіта, позапартійна      | 26.03.2006   | 31.10.2010      |
| Суховерський Степан Васильович | Сільський голова, 1961 року народження, освіта вища, безпартійний | 31.10.2010   |                 |

Примітка: таблиця складена за даними джерела

### Депутати
Результати місцевих виборів 2010 року за даними ЦВК
| № зп                                                | № округу                                            | Прізвище, ім'я, по батькові                         | Дата визнання обраним                               | Відомості про обраного депутата                     |
| Політична партія Всеукраїнське об’єднання "Свобода" | Політична партія Всеукраїнське об’єднання "Свобода" | Політична партія Всеукраїнське об’єднання "Свобода" | Політична партія Всеукраїнське об’єднання "Свобода" | Політична партія Всеукраїнське об’єднання "Свобода" |
| Самовисування                                       | Самовисування                                       | Самовисування                                       | Самовисування                                       | Самовисування                                       |
| --------------------------------------------------- | --------------------------------------------------- | --------------------------------------------------- | --------------------------------------------------- | --------------------------------------------------- |